# 김명관
김명관(한국 한자: 金明寬, 1959년 11월 27일 ~ )은 대한민국의 축구 선수이며, 포지션은 수비수이다.